# Milano-Sanremo 1950
La Milano-Sanremo 1950, quarantunesima edizione della corsa, fu disputata il 18 marzo 1950, per un percorso totale di 282 km. Al termine di una volata di 53 corridori fu vinta da Gino Bartali, che uscì dalla ruota di Rik Van Steenbergen, dato tra i favoriti assieme a Fausto Coppi, il quale invece non si piazzò perché aiutò il compagno di squadra Oreste Conte, giunto terzo.
Presero il via da Milano 210 ciclisti, 123 di essi portarono a termine la gara.

## Ordine d'arrivo (Top 10)
| Pos. | Corridore                  | Squadra                    | Tempo                      |
| ---- | -------------------------- | -------------------------- | -------------------------- |
| 1    | Gino Bartali               | Bartali-Gardiol            | 7h18'52"                   |
| 2    | Nedo Logli                 | Ganna                      | s.t.                       |
| 3    | Oreste Conte               | Bianchi-Ursus              | s.t.                       |
| 4    | Fiorenzo Magni             | Wilier Triestina           | s.t.                       |
| 5    | Louis Caput                | Olympia-Dunlop             | s.t.                       |
| 6    | Alfredo Pasotti            | Stucchi                    | s.t.                       |
| 7    | Rik Van Steenbergen        | Mercier                    | s.t.                       |
| 8    | Aldo Tosi                  | Benotto                    | s.t.                       |
| 9    | 42 ciclisti a s.t. ex æquo | 42 ciclisti a s.t. ex æquo | 42 ciclisti a s.t. ex æquo |